# Văleni (okręg Braszów)
Văleni – wieś w Rumunii, w okręgu Braszów, w gminie Jibert. W 2011 roku liczyła 166 mieszkańców.